# Tułów człowieka

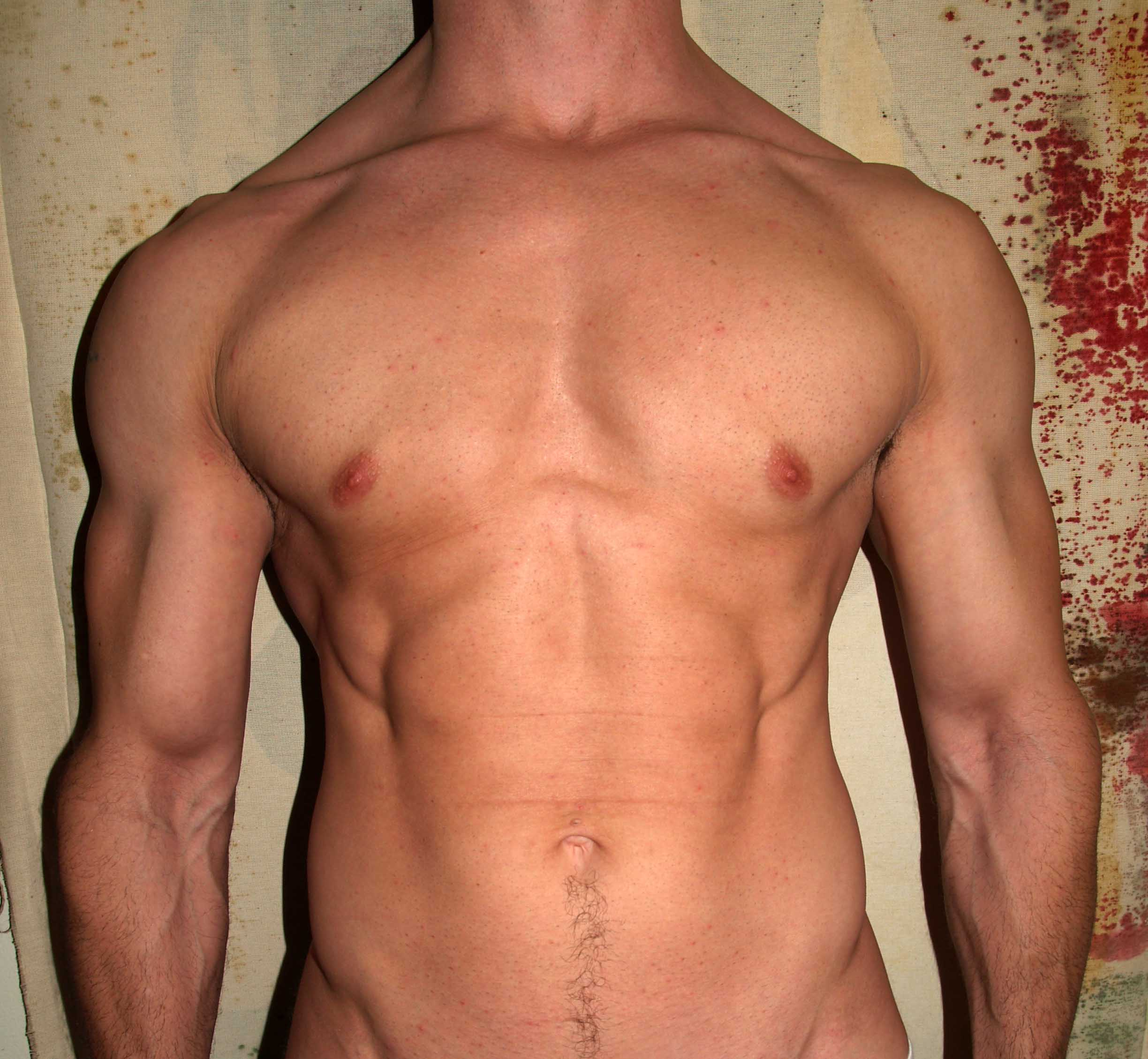
Tułów mężczyzny

Tułów – w anatomii człowieka część ciała obejmująca klatkę piersiową i brzuch; ciało ludzkie z wyłączeniem głowy, szyi i kończyn.